# Laage
Laage (phát âm tiếng Đức: [ˈlaːɡə]) là một đô thị thuộc huyện Rostock (trước thuộc huyện huyện Güstrow), bang Mecklenburg-Vorpommern, Đức. Đô thị này có diện tích 81,27 km², dân số thời điểm ngày 31 tháng 12 năm 2006 là 5878 người. Đô thị này tọa lạc bên sông Recknitz, 23 km về phía đông nam của Rostock. Sân bay Rostock-Laage có cự ly vài km về phía tây Laage.